# هاري جروينير
هاري جروينير (بالإنجليزية: Harry Groener)‏ هو راقص وممثل أمريكي، ولد في 10 سبتمبر 1951 في ألمانيا. من الجوائز التي نالها جائزة المسرح العالمي سنة 1980.

## أعمال

### أفلام
- (1997) أميستاد[6]
- (2002) الطريق إلى الهلاك[7]
- (2002) عن شميدت[8]

### مسلسلات
- اختلال ضال
- تحسين المنزل
- كان ياما كان
- كيف قابلت أمكما

## جوائز وترشيحات
جوائز
- جائزة المسرح العالمي (1980)

ترشيحات
- جائزة توني عن فئة أفضل ممثل في مسرحية موسيقية [الإنجليزية]‏ (1992)

## وصلات خارجية
- هاري جروينير على موقع IMDb (الإنجليزية)
- هاري جروينير على موقع ألو سيني (الفرنسية)
- هاري جروينير على موقع ميوزك برينز (الإنجليزية)
- هاري جروينير على موقع أول موفي (الإنجليزية)
- هاري جروينير على موقع قاعدة بيانات برودواي على الإنترنت (الإنجليزية)
- هاري جروينير على موقع قاعدة بيانات الأفلام السويدية (السويدية)
- هاري جروينير على موقع قاعدة بيانات الفيلم (الإنجليزية)
- هاري جروينير على موقع كينوبويسك (الروسية)